# Парадоксальное выделительство
Парадоксальное выделительство — не существующий в действительности, по современным данным, эффект, при котором кровь и содержащие белок выделения организма не совпадают по антигенной системе AB0. В прошлом, в связи с низким качеством проведения анализов, это совпадение регистрировалось не всегда, что позволило сделать ошибочный вывод: 15 % людей не выделяют (например, со спермой) тех антигенов, которые содержатся в их крови (т. н. «невыделители»).

## История
В 1958 году итальянским учёным Джузеппе Морганти было обнаружено явление якобы качественного несовпадения по антигенам AB0 крови и выделений (к примеру, у человека со второй группой крови в сперме обнаруживали антигены третьей). Морганти предложил термин «парадоксальное выделительство», и такую «особенность» организма он считал либо генетически обусловленной, либо связанной с болезнью (например, при ангине в слюне может быть найден антиген A, которого в крови нет, или в сперме при трихомониазе — антиген B).
К началу 2000-х годов было показано, что явления «парадоксального выделительства» не существует, так как это явление противоречило бы генетическим основам системы AB0. Явления несоответствия по группе выделений организма и крови обусловлены бактериальной загрязнённостью исследуемых биологических объектов. Применение качественных реагентов и соответствующих методик позволяет избежать ошибочных результатов анализа.

## Прецедент Чикатило
Андрей Чикатило — советский серийный убийца. При его поиске следствие руководствовалось выводом судебно-медицинского эксперта Гуртовой о IV группе крови предполагаемого убийцы и из-за этого долгое время не могло добиться успеха. Криминалист «с 27-летним стажем работы в органах внутренних дел», доктор юридических наук, профессор Юрий Дубягин, считает, что «парадоксальное выделительство» было придумано для того, чтобы оправдать халатность судебно-медицинского эксперта Гуртовой, проводившей в 1984 году анализ выделений (спермы) убийцы с места преступления, результатом которого была рекомендация по поиску подозреваемого с IV группой крови, тогда как у Чикатило оказалась II группа. Из-за данной ошибки, при первой поимке, Чикатило был выпущен на свободу, где на протяжении нескольких лет продолжал многочисленные убийства. 